# Wojna iberyjska
Wojna iberyjska – nazwa konfliktu rozgrywającego się w latach 526 a 532 między Wschodnim Cesarstwem Rzymskim a Persją, rządzonym przez Sasanidów. Źródłem konfliktu była rywalizacja obydwu państw, zwłaszcza w rejonie Zakaukazia.

## Tło konfliktu
Po wojnie Anastazjusza I z Sasanidami zawarto siedmioletni rozejm, który zapewnił pokój na prawie 20 lat. W 524 lub 525 roku szach perski Kawad I zwrócił się z prośbą do cesarza Justyna I o adopcję jego wyznaczonego na następcę syna, Chosrowa, którego pozycja była zagrożona przez rodzeństwo i sektę Mazdakitów. Propozycja spotkała się z dużym zainteresowaniem ze strony Justyna i jego siostrzeńca Justyniana, ale zdecydowanie sprzeciwiał się jej kwestor Prokulus. W wyniku załamania się rozmów doszło do wybuchu otwartej wrogości. Napięcie między obydwoma imperiami, rosło jednak od dawna. Zarówno Rzymianie, jak i Persowie szukali sojuszników i zapewniali im wsparcie w walce z państwami lub plemionami popieranymi przez przeciwnika. Tak było na przykład w przypadku nomadycznych plemion z Wielkiego Stepu czy zwalczających się plemion arabskich.
Napięcie między dwoma mocarstwami wzrosło jeszcze gdy król Iberii, nominalny wasal szacha, ogłosił się poddanym Rzymian. Według Prokopiusza był to efekt polityki Kawada względem chrześcijaństwa, dominującego w Iberii. Szach perski rozpoczął prześladowania przeciwko tamtejszym chrześcijanom, chcąc zmusić ich do przejścia na zoroastryzm. Iberowie w 524 lub 525 roku, idąc za przykładem królestwa Lazyki, podnieśli bunt pod wodzą Gurgena. Cesarz Justyn zapewnił Iberów o swoim parciu i namówił nomadów żyjących na północ od Kaukazu do sojuszu z Gurgenem.

## Wojna
Walki rozgorzały w miejscach w których Rzymianie i Persowie walczyli o wpływy. W 525 roku rzymska flota zapewniła transport armii królestwa Aksum w czasie inwazji na Jemen. W 526 roku Lachmidzi, arabscy sojusznicy Persów, najechali rzymskie terytoria w Syrii i Mezopotamii. W tym samym roku doszło do bezpośrednich walk między Persami a Rzymianami na terenie Zakaukazia i Mezopotamii. W pierwszych starciach Persom udało się osiągnąć przewagę i początkowo przeważali nad Rzymianami. Po śmierci Justyna I w 527 roku władze objął Justynian. Rok ten nie był udany dla Rzymian: rebelia w Iberii został stłumiona, ofensywa przeciwko Nisibis zakończyła się porażką a siły oblegające Tannuris i Melabasę zostały zmuszone do odwrotu.
W 528 roku Persowie szykowali się do uderzenia z Iberii na podległą Rzymianom Lazykę. Aby przerwać pasmo porażek Justynian zreorganizował siły cesarstwa. Aby lepiej reagować na ruchy przeciwnika powołał urząd Magistra Militium Armenii. Najważniejszą inicjatywą Rzymian w 528 roku była ekspedycja pod dowództwem Belizariusza do Tannuris, gdzie miał dopilnować budowy fortecy, zapewniającej kontrolę nad okolicznymi terenami. Persowie jednak zmusili go do odwrotu. Olbrzymim problemem dla cesarstwa były najazdy Lachmidów, którzy pustoszyli Syrię. Aby im przeciwdziałać Justynian wzmocnił swoich sojuszników wśród Arabów – Ghassanidów, pomagając ich wodzowi ibn Jabalahowi zjednoczyć okoliczne plemiona co doprowadziło do powstania nowego arabskiego królestwa, zdolnego walczyć z Lachmidami.
W 530 roku, Belizariusz poprowadził wojska rzymskie do zwycięstwa nad Persami, którzy mieli znaczną przewagę liczebną, w bitwie pod Darą a Sittas i Doroteusz pokonali persów pod Satalą. W 531 roku Belizariusz został wprawdzie pokonany przez Lachmidów w bitwie pod Callinicum, ale Rzymianom udało się opanować wiele strategicznie ważnych fortec w Armenii, skąd mogli przeciwdziałać perskim przygotowaniom do ofensywy. Klęska Belizariusza doprowadziła do odebrania mu dowództwa i złożenia go z urzędu.

## Rozejm
Poseł Justyniana, Hermogenes spotkał się z Kawadem krótko po bitwie pod Callinicum aby negocjować warunki rozejmu, ale szach odrzucił rzymską ofertę. Justynian poczynił więc kroki aby wzmocnić pozycję Rzymu. Po śmierci Kawada w 532 roku nowy szach Chorsow chętnie zgodził się na negocjacje, co było spowodowane silną opozycją wewnętrzną. Obydwie strony we wrześniu 532 roku zawarły Pokój Wieczysty, na mocy którego wojska zajmujące okupowane tereny wycofają się z nich, Rzymianie zapłacą Persom 11 000 funtów złota, Lazyka uznana została za strefę wpływów Rzymu a Iberia Persji, ale jej mieszkańcy którzy w czasie wojny osiedlili się na terenach cesarstwa nie będą zmuszani do powrotu.